# Музей первого Совета
Музей первого Совета расположен в здании бывшей мещанской управы в городе Иваново; является подразделением Ивановского государственного историко-краеведческого музея имени Д. Г. Бурылина.

## История
В здании мещанской управы, построенном в 1904 году по проекту инженера П. Д. Афанасьева (на месте более раннего деревянного здания, в котором управа работала с 1874 года), в мае 1905 года проводились заседания первого в России общегородского совета, который был создан во время всеобщей политической стачки иваново-вознесенских рабочих. Возглавлял Совет Авенир Ноздрин.
В дальнейшем в этом здании располагались различные организации, а потом и коммунальные квартиры, пока в 1967 году его не взяло на баланс Ивановское областное управление культуры, которое открыло здесь 4 ноября того же года Музей первого Совета.
В 1980 году по проекту архитекторов А. И. Толстопятова и В. М. Шахматова рядом со старым было построено новое здание музея Музея первого Совета (Советская улица, дом 29), где он начал работать с 28 мая того же года — его открытие было приурочено к 75-й годовщине первого Совета. В одном из залов нового здания музея разместилась созданная художниками Н. Н. Соломиным и М. И. Самсоновым масштабная диорама «Митинг иваново-вознесенских рабочих на р. Талке. Рождение первого Совета» (14x50 м).
С 1981 по 1990 год в старом здании размещалась экспозиция, посвящённая мещанской управе, затем в течение нескольких лет работала выставка «Человек. Душа. Духовность». В 2005 году — к столетию первого Совета — музей снова открылся по старому адресу.
В декабре 2015 года в музее была открыта экспозиция "Коммунизм + Коммуна = коммуналка" (в 2019 сменила название на "По волнам моей памяти...").
В новом здании сейчас расположилось другое подразделение Ивановского государственного историко-краеведческого музея имени Д. Г. Бурылина — Музейно-выставочный центр.

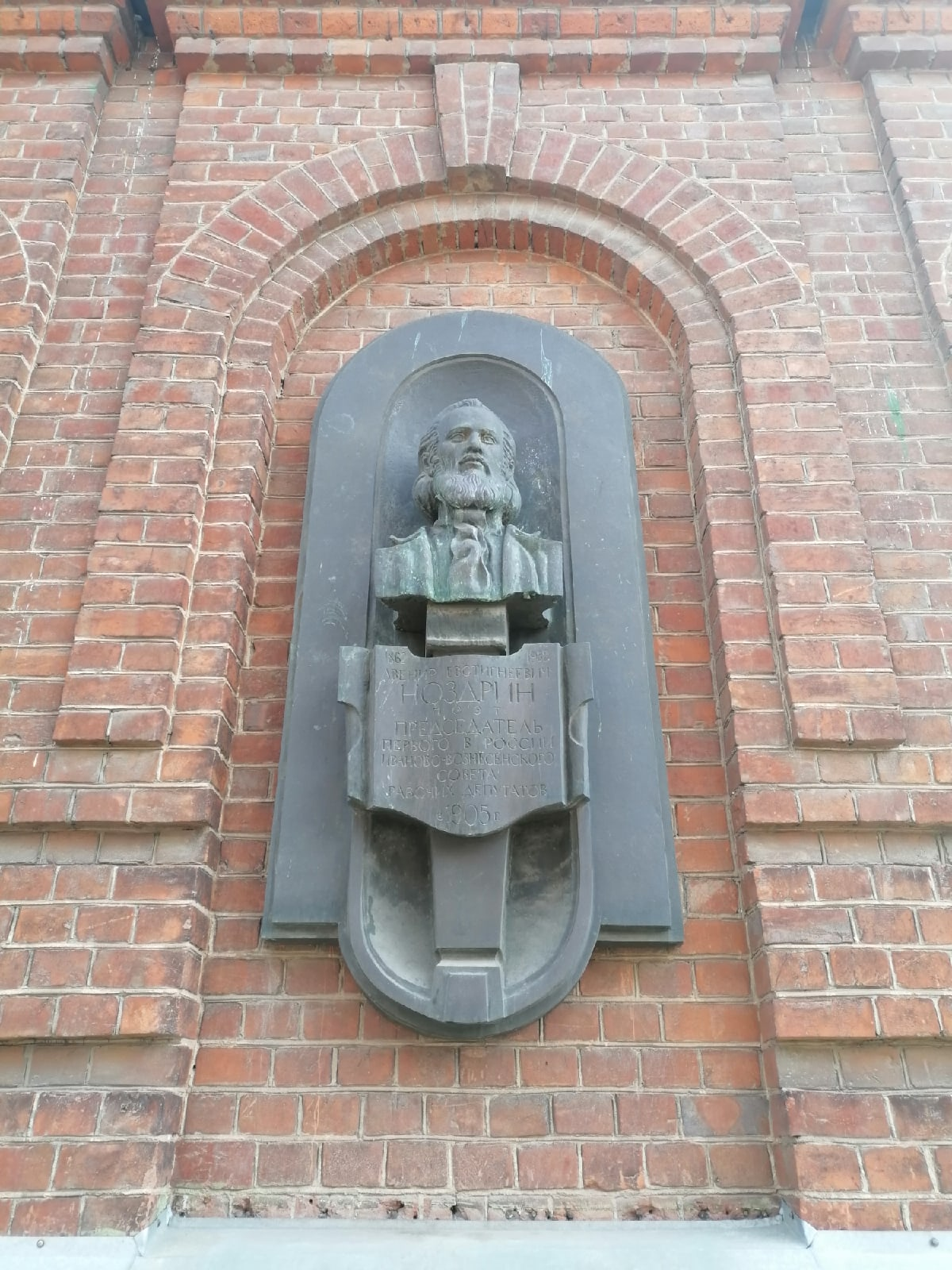
Авенир Евстигнеевич Ноздрин (мемориальная доска)

## Архитектура
Инженер П. Д. Афанасьев построил в 1904 году здание мещанской управы в характерном для периода эклектики стиле; при оформлении фасада использованы создающие стилизацию под барокко элементы. При строительстве использовалась лицевая кирпичная кладка.